# Jersonski
Jersonski (del ruso: Херсонский) es un jútor del raión de Ust-Labinsk del krai de Krasnodar de Rusia. Está situado a orillas del río Sredni Zelenchuk, tributario del Zelenchuk Vtorói, afluente del río Kubán, frente a Ládozhskaya, 22 km al este de Ust-Labinsk y 80 km al nordeste de Krasnodar, la capital del krai. Tenía 89 habitantes en 2010.
Pertenece al municipio Brátskoye.